# فؤاد رفقة
فؤاد رفقة شاعر ومترجم سوري لبناني، ولد سنة 1930 في قرية الكفرون السورية على أطراف وادي النصارى في محافظة طرطوس، وتوفي في 13 أيار/ مايو 2011 في بيروت، ونقل جثمانه إلى الكفرون ليدفن فيها حسب وصيته.

## بدايات
مال فؤاد رفقة منذ طفولته إلى الطبيعة والتأمل، فكان يمضي غالب وقته في البساتين والبراري في الكفرون، وحيداً مع رائحة الأرض والهواء والماء. وهذ ما بلور ذاكرته الشعرية ووسمها بذلك الفضاء. 

تلقى دراسته الابتدائية في المدرسة الإنجيلية في مدينة صافيتا، وبدأ بكتابة الشعر في سن مبكرة، إذ كان عمره 13 سنة، حين ألقى أول قصيدة له اثناء عرض مسرحي في المدرسة. 
أما أول باكورة أعماله، فديوان صغير تحت عنوان: «في دروب المغيب» في العام 1955، وقد أنكره لاحقًا، ولم يثبته في لائحة أعماله الشعرية.

## بيروت - ألمانيا
انتقل رفقة مع عائلته إلى لبنان حين بلغ العاشرة من عمره، فتابع دراسته التكميلية والثانوية في مدرسة الصبيان الأميركية في طرابلس طرابلس، انتقل بعدها (1949) إلى الجامعة الأميركية في بيروت وأتم دراسته فيها حتى نال الماجستير في الفلسفة الغربية، عن اطروحة تناول فيها فيلسوفاً انكليزياً ينتمي إلى المدرسة الوضعية.

لكن ألمانيا فتحت له ذراعيها بمنحة دراسية من جامعة توبينغن ليحمل الدكتوراه في الفلسفة عن الفيلسوف الألماني مارتن هايدغر عن أطروحة تحت عنوان: «نظرية الشعر عند مارتن هايدغر»، في العام 1965، وهذا ما دفعه لاحقا إلى ترجمة ريلكه وتراكل وهولدلرن وهرمان هيسه ونوفاليس وسواهم.

عُيّن رفقة فور عودته من ألمانيا في العام 1966، أستاذ لمادة الفلسفة الغربية في كلية بيروت الجامعية، التي أصبح اسمها اليوم الجامعة اللبنانية الأميركية، وبقي في هذا المنصب حتى وفاته.
تزوج في العام 1973 من سناء نصار ولهما ولد واحد اسمه إلياس.

## مجلة شعر
شارك رفقة الشاعر اللبناني يوسف الخال في نشر مجلة شعر سنة 1957، وفي سنة 1961 نشر مجموعته الشعرية الأولى «مرساة على الخليج» عن دار مجلة شعر.
يعدّ رفقة من جيل شعراء مجلة شعر البيروتية الطليعية، لكنه لم يسع ليكون الشاعر الأكثر شهرة، كما لم يجهد للمحافظة على وضعية «الشاعر الأنقى» داخل هذه المجموعة (العبارة للشاعرأدونيس)، قبل أن يتعثّر في رمال السياسة اللبنانية المتحركة، بل اختار طوعا البقاء حتى النهاية في مكانٍ أشبه بـ«خربة الصوفي» (عنوان أحد دواوينه) لخوض تأمّلاته الشعرية الفلسفية.

## الشعر والفلسفة توأمان
ترجم الدكتور فؤاد رفقة لعدد من كبار الشعراء والفلاسفة الألمان أمثال: غوته ريلكه وهولدرلن ونوفالس وتراكل وهرمان هيسه، إلى مختارات من الشعر الألماني الحديث؛ فمنذ أن وقع صدفة في معهد غوته في بيروت على ترجمة إنكليزية لـ«مراثي دوينو» للشاعر النمساوي راينر ماريا ريلكه حتى أُخذ به.

فقد وجد رفقة، الذي أحبّ العزلة والتأمل في الوجود، نفسه مسوقاً إلى ترجمة مختارات من الشعر الألماني منحته معنىً جديداً للحياة، وأضاءت له السبيل لاكتشاف أسرار الذات والوجود والحبّ والموت، مما نال عليه أعلى التقدير من الأوساط الثقافية في ألمانيا تُوّج بمنحه جائزة غوته سنة 2010.

في دراسته للفلسفة في ألمانيا اقتنع بأن الشعر والفلسفة توأمان. وقد أثرت دراسته للشعر الألماني وللفلسفة الألمانية في كيانه مدى حياته، إذ تأثر بالتجربة الإنسانية، والنظرة إلى الوجود، والتأمّل، والفكر عمّا يزخر به الشعر الألماني.

يشار إلى أن الترجمة عن الفرنسية والإنكليزية كانت أشبه بمرجعية مقترحة لحداثة الشعر العربي في خمسينيات القرن العشرين. وهذا يعني أنّ جهود فؤاد رفقة تمتلك قيمة إضافية من خلال إنزاله لأعمال مختلفة إلى عالم الشعر في تلك الحقبة. و«لا بد للأبدية التي طاردها الشاعر في أعمال أقرانه الألمان من أن تحفظ اسمه في ذاكرتنا بعد غيابه».

يقول رفقة: «التعبير الشعري هو علامةٌ، سهمٌ في اتجاه الحقيقة»، والشاعر هو إذاً، ذلك الساهر بحواسٍ مشحوذة، والقادر أحيانا على التقاط بريق تلك الحقيقة وترجمتها إلى كلمات. لذا، يتوجّب على التجربة الشعرية عبور اختبار الصبر والانتظار قبل العثور على مفرداتها وشكلها وصورها. أما الشاعر، فليس سوى وسيطٍ تعبر القصيدة من خلاله وتتجسّد.

## من أشعاره
ترك رفقة عشرات المجموعات الشعرية، والمؤلفات والترجمات الشعرية، والفلسفية، وكان «بيدر» – وهو عنوان أحد كتبه – اللقب الذي يأنس اليه.

يقول في قصيدة «باشق» من ديوان «عودة المراكب»:

«قفص معدني/ من ثقوبه/ باشق يلمح الأحراج/ رائحة الوعر: يدور/ حول نفسه يدور/ يتعثر/ يسقط/ في ريشه يغيب/ تحت أشلاء الصور/ صديقان هو وحطاب الشعر».

في كتابه «مرثية طائر القطا» الصادر عن دار نلسن، 2009، يقول:

«مثلما الشاعر يحب الموت / كلما اقترب من الموت».

ويقول: 
```
 
«شبح أشبه بالموت يعبر / أيها الموت ابتعد حتى أراها / ثم خذ ما أبقت الأمواجُ / من آثار عمري».
```

ويقول:

«أيتها الكائنات الخفيَّة، أيتها القوى التي لا تعرف النعاس، أنتِ يا من ترسمين مسار الريح ومصائر السفن، اليكِ نضرع، فخلّصيه بالموت مما هو قد أقسى من الموت».

ويخاطب الموت في كتابه الأخير «مِحدلة الموت وهموم لا تنتهي» الصادر عن دار نلسن 2011، راثيًا ذاته، فيقول (ص 4):

«يا موتُ / يا محدلةً / لا تعرف الضجر».

وفي (ص 13) يقول:

«يا موتُ، شكراً / ما تبقّى / ربّما يُنهيه في مملكةٍ / لا زَمَنٌ فيها / ولا حدود: / فانثر على جثمانه الورود».

في (ص 43) من كتابه «محدلة الموت» يقول:

«صار حطّاباً يرى / ما تحدس الطيرُ وما / تسيّره الريح الصديقة».

وكان رفقة قد استهل المقطع الأول من قصيدة المحدلة بهذا الحوار: 

"- من أنت؟

- صاحبُ الأرض

- ماذا تريد؟

- أن تُخلي المكان

- لمن؟

- لمستأجر جديد".

## من أعماله الشعرية والمترجمة
- مرساة على الخليج - 1961
- حنين العتبة - 1965
- العشب الذي يموت - 1970
- الشعر والموت - 1973 (عن التجربة الشعرية وفلسفتها)
- علامات الزمن الأخير - 1975 (ثلاث قصائد طويلة، هي عبارة عن حوار بين السماء والأرض. قصائد مشبعة بالتأمّل والحنين والمعاناة الميتافيزيقيّة)
- أنهار برية - 1982
- يوميات حطّاب – 1988
- سلة الشيخ درويش - 1990
- قصائد هندي أحمر - 1993
- جرّة السامري - 1995
- خربة الصوفي - 1998
- خربشات في جسد الوقت - 2000
- بيدر - 2000
- أمطار قديمة - 2003 (هذا الكتاب يشتمل على أزمنة أربعة: أزمنة الشعر، أزمنة الضيق، أزمنة الحريق وأزمنة الرفاق. في أزمنة الشعر تتجه...)
- شاعر في رارون (عربي - فرنسي - ألماني) - 2009
- عودة المراكب - 2009
- مرثية طائر القطا - 2009
- تمارين على الهايكو - 2010
- مِحدلة الموت وهموم لا تنتهي - 2011
- مختارات من شعر ريلكة وهولدرلن وهيرمن هيسه...

## وصلات خارجية
- جهة الشعر
- DW.COM
- جريدة الأخبار اللبنانية
- مجلة نزوى العُمانية
- الجزيرة. نت